# Буреносець
«Буреносець» (англ. Stormbringer) — роман відомого популярного британського письменника Майкла Джона Муркока, що був опублікований 1965 року. Цей роман входить у цикл творів автора, в яких зображується Ельрік із Мельнібоне, що в пізніших розповідях Муркока відзначається як втілення Вічного воїна.

## Сюжет
Мельнібонієць Ельрік, імператор винищених людей стародавнього острова Мелнібоне, був викинутий в світ. В цей час розпалюється одвічна боротьба Володарів Хаосу і Хранителів Закону, що загрожує порушити Космічну Рівновагу. Неминучість долі заводить альбіноса Ельріка у володіння демона-меча, що несе бурю, який починає домінувати над долею Ельріка.
Армія Хаосу набирає силу і захоплює одне королівство за іншим. Ніхто не може протистояти їх міці і тільки Ельрік з допомогою чорного меча, що несе бурю можуть перемогти Хаос і дати надію на відродження Землі. Представники Долі передають інший чорний меч — Печалі Ельріку для його двоюрідного брата, Дайвіма Слорна, і двоє чоловіків стають втягнутими в протистояння між богами.